# Nicholas Bullen
Nicholas James Bullen (Nic) (nascido em 1968) tem um variada história como músico trabalhando na área da música experimental.
Ele é um dos membros fundadores da banda inglesa de grindcore Napalm Death, junto de Miles Ratledge (Rat). A dupla costumava colaborar em fanzines e tocavam juntos em diversas bandas de "quarto" de 1980 para a frente, depois montando a primeira formação do Napalm Death até o final de 1981 (quando tinham apenas 13 e 14 anos).
Ele inicialmente era vocalista da banda, mas mais tarde passou a tocar baixo e cantar depois da que Justin Broadrick (Godflesh e Jesu) foi convidado a entrar na banda. Bullen anteriormente havia colaborado com Broadrick no projeto industrial Final em 1983. Ele deixa o Napalm Death no final de 1986 (depois de gravar o lado A do disco Scum, que é creditado como o primeiro álbum a ser rotulado de grindcore) devido a instatisfação com a sonoridade do grupo e seus desejos de perseguir seus estudos na universidade (onde estudou literatura inglesa e filosofia).
Bullen mais tarde foi convidado por Mick Harris (antigo companheiro de banda) para entrar na banda Scorn em 1991, uma banda mais experimental que misturava Ambient, Industrial, Breakbeat e Dub chegando a lançar 3 álbuns pela Earache Records e teve 2 Peel Sessions. Bullen deixa a banda em 1995.
Após deixar a banda ele ainda se envolve a projetos como Umbilical Limbo e Germ, todos dedicado a música eletrônica e experimental.
Após ficar desaparecido durante boa parte desta década (no qual completou outra faculdade, agora de Ciências da Computação) em 2003, ele volta a trabalhar a voltar com artistas com o eletrônico experimental Black Galaxy.
Bullen continua sua busca por outros projetos e se interessa por fazer curtas metragens em Super 8.
Ele atualmente vive em Birmingham, Inglaterra.